# Hannoversche Waggonfabrik

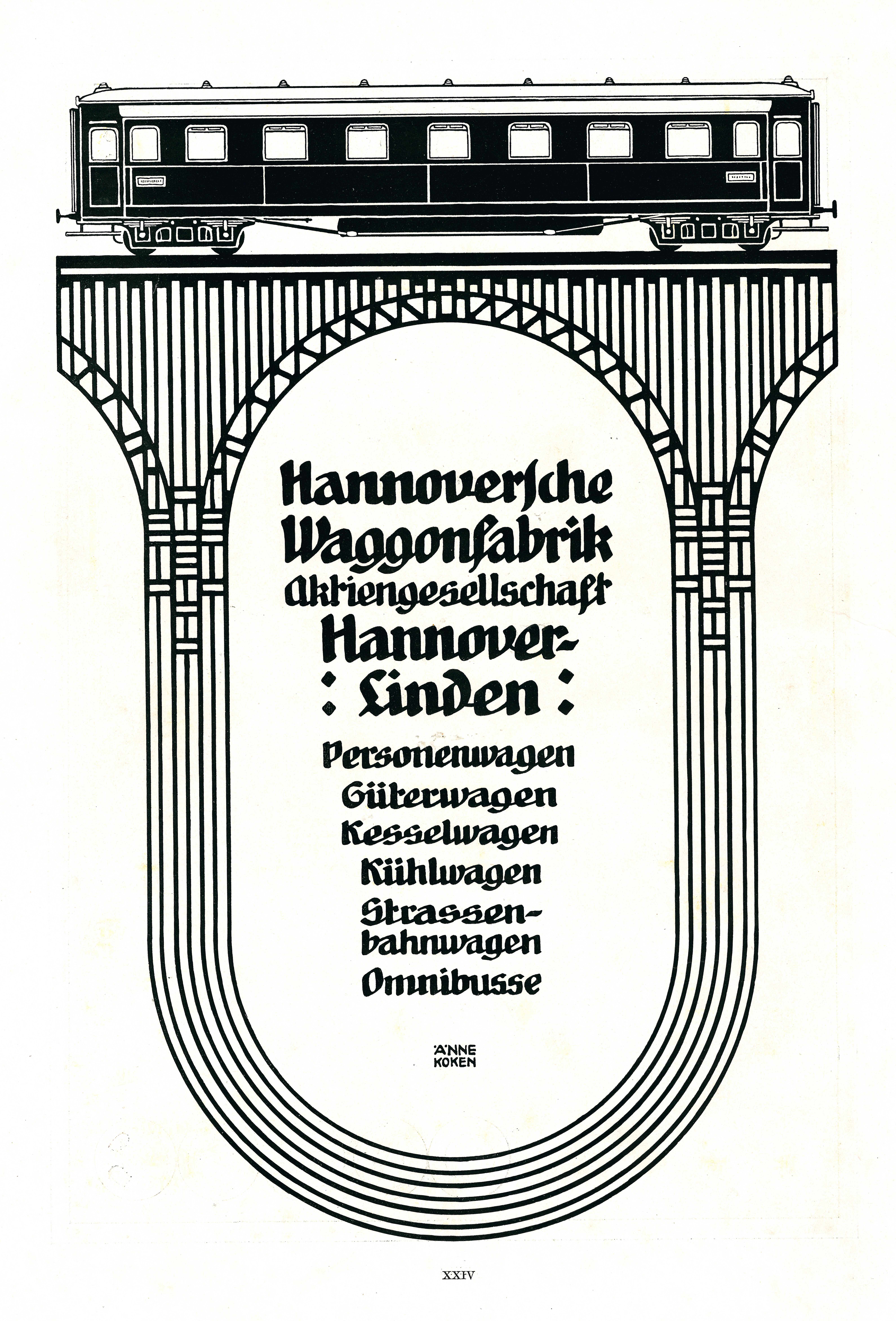
Annons om produktutbud i Illustrirte Zeitung den 20 april 1913

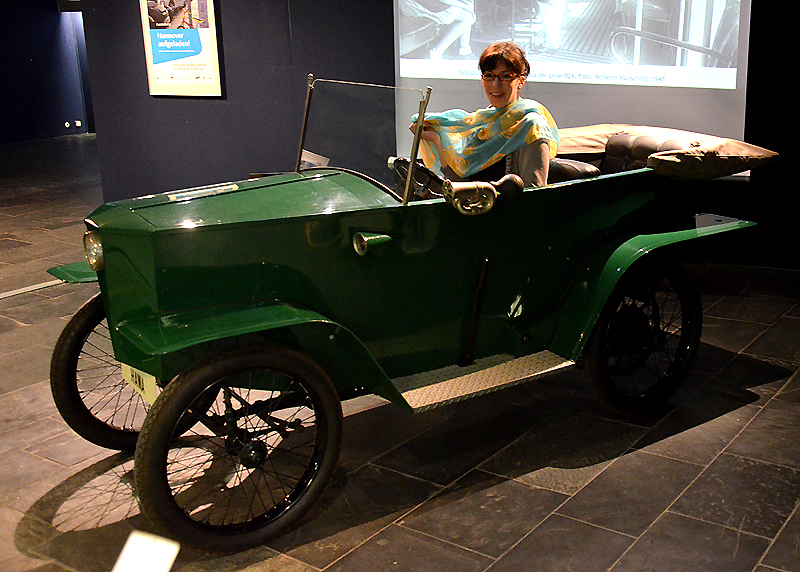
En Hawa 40 Volt Elektro-Kleinwagen i Historisches Museum Hannover

Hannoversche Waggonfabrik AG (Hawa) var 1898–1933 en tysk tillverkare av rälsfordon, bilar, stridsflygplan och jordbruksmaskiner i Hannover i Tyskland.  

## Historik
Hannoversche Waggonfabrik grundades 1898 i Linden i Hannover som Hannoversche Holzbearbeitungs- und Waggonfabriken (vorm. Max Menzel und Buschbaum & Holland) AG för att tillverka framför allt järnvägsvagnar, spårvagnar och andra vagnar. År 1904 ändrades namnet till Hannoversche Waggonfabrik AG och 1925 till Hannoversche Waggonfabrik AG (Hawa).
Under åren närmast efter första världskriget utvecklade sig konjunkturen gynnsamt för Hawa. År 1919 byggdes en ny kontorsbyggnad, ritad av Peter Behrens på dåvarande Göttinger Chaussee och nya fabriksbyggnader.
En kort tid efter den tyska hyperinflationen gick Hawa första gången i konkurs. Företaget gick senare i likvidation i februari 1932.

## Produkter
Hawa hade ett brett produktutbud med trädgårdspaviljonger i stål, traktorer, tröskverk, elektriska bilar, spårvagnar, järnvägsvagnar, motorflygplan och segelflygplan.
Hawa levererade spårvagnar till bland andra Hannovers spårväg, Berlins spårväg, Freiburgs spårväg, Giessens spårväg, Hofs spårväg, Haags spårväg och Gråkallbanen i Trondheim. 
Med utgångspunkt i sin erfarenhet av träkonstruktioner började Hawa bygga flygplan. År 1915 påbörjades licenstillverkning av Aviatik C.I, senare av Edmund Rumpler C.I och Halberstadt D.II. Hawa anlade också 1919 en egen flygplats i Linden, vilken var Hannovers första civila flygplats. 
Från september 1916 var Hermann Dorner chefskonstruktör. Från 1917 tillverkade HAWA egenkonstruerade modeller, bland andra modell Hannover CL. Segelflygplanet Hawa Vampyr från 1921, som betecknas som det första moderna segelflygplanet, ritades av studenter vid Tekniska högskolan i Hannover, vilka tidigare varit stridspiloter, och byggdes av Hawa. 
Åren 1921–1923 tillverkade Hawa elbilen Hawa 40 Volt Elektro-Kleinwagen i en personbilsversion och en transportbilsversion.

## Bildgalleri

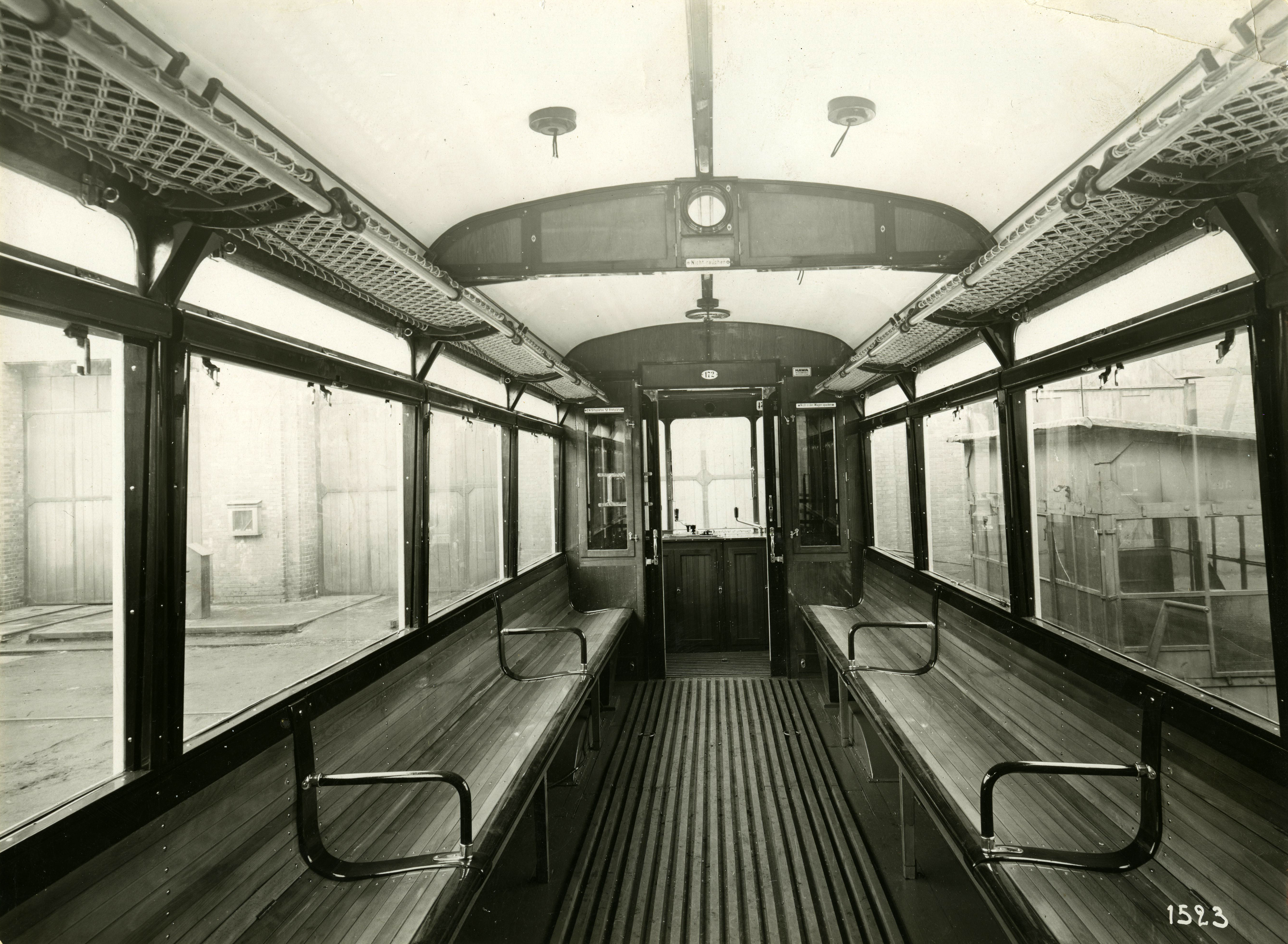
Interiör, spårvagnssläpvagn
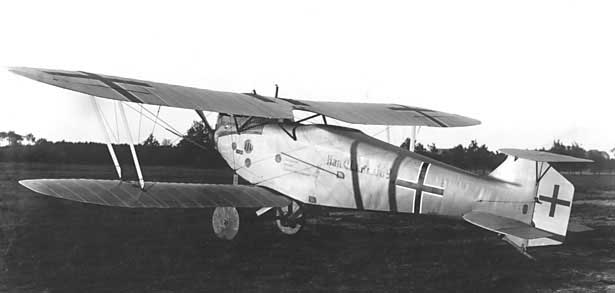
Ett flygplan av modell Hannover CL. II, 1918
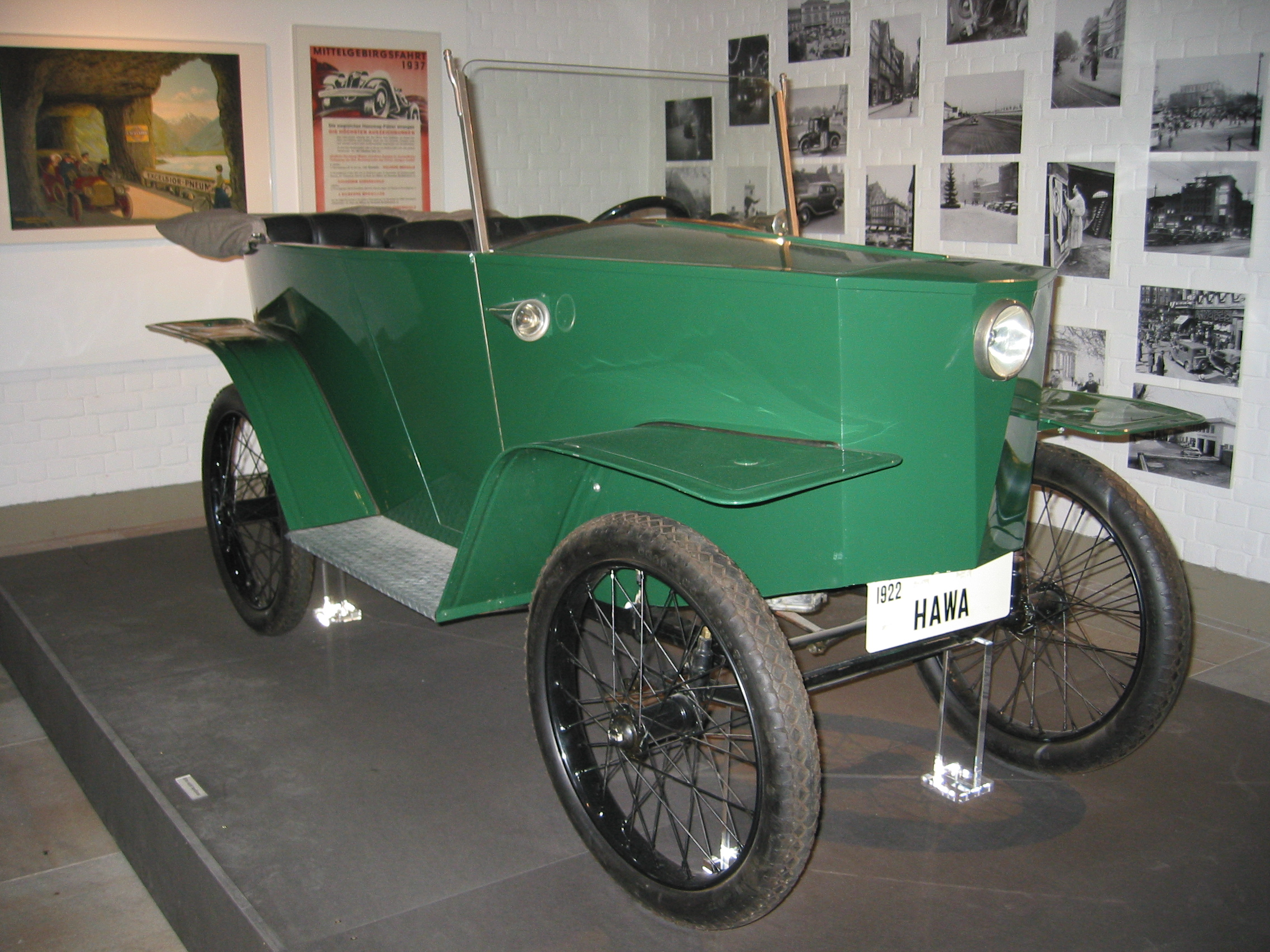
HAWA elbil från 1922
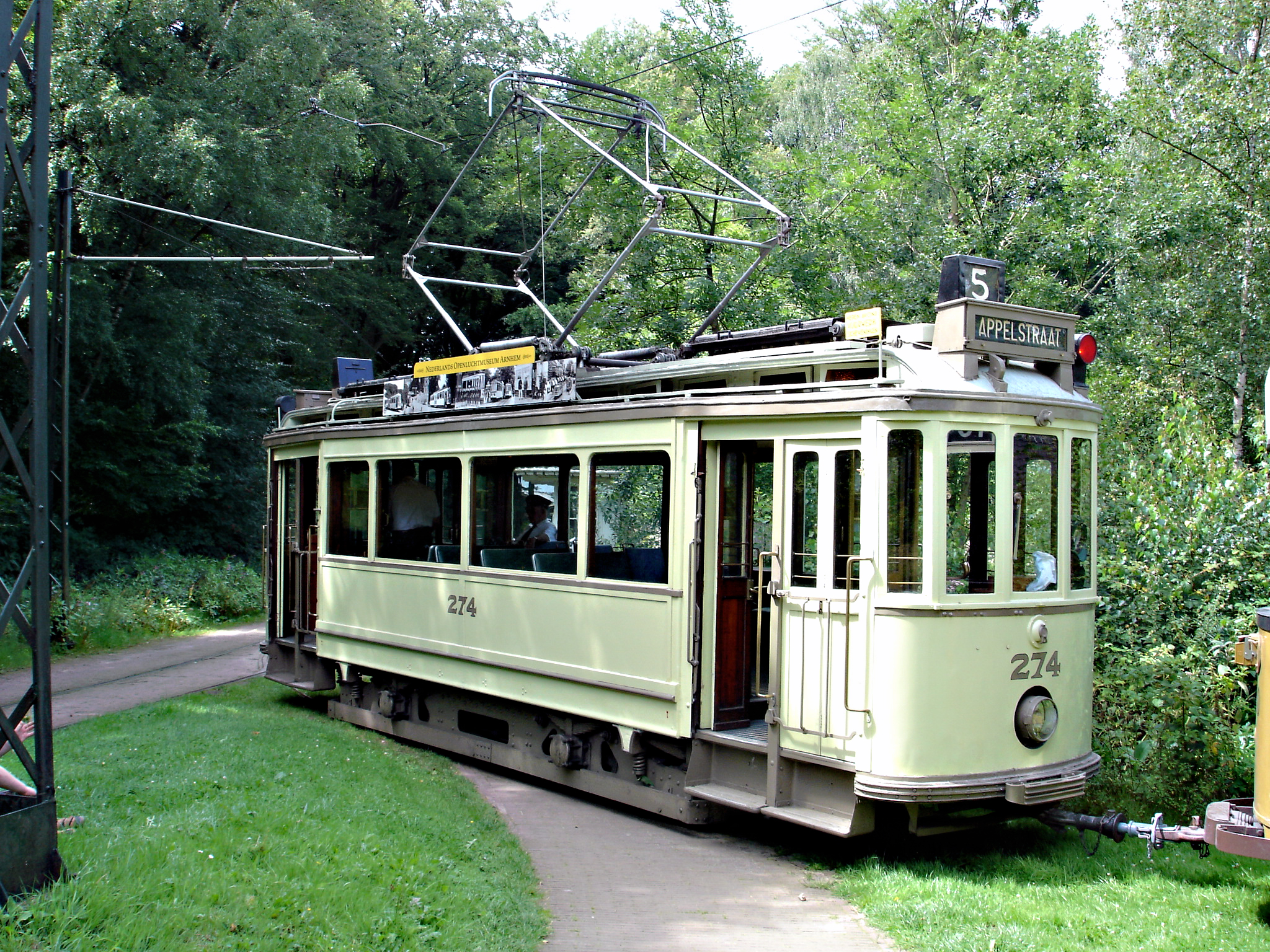
HAWA-spårvagn för Haags spårväg 1921
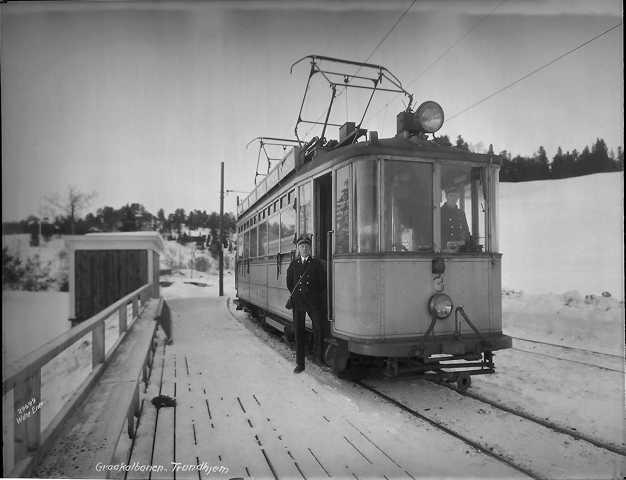
HAWA-spårvagn för Gråkallbanen i Trondheim 1924
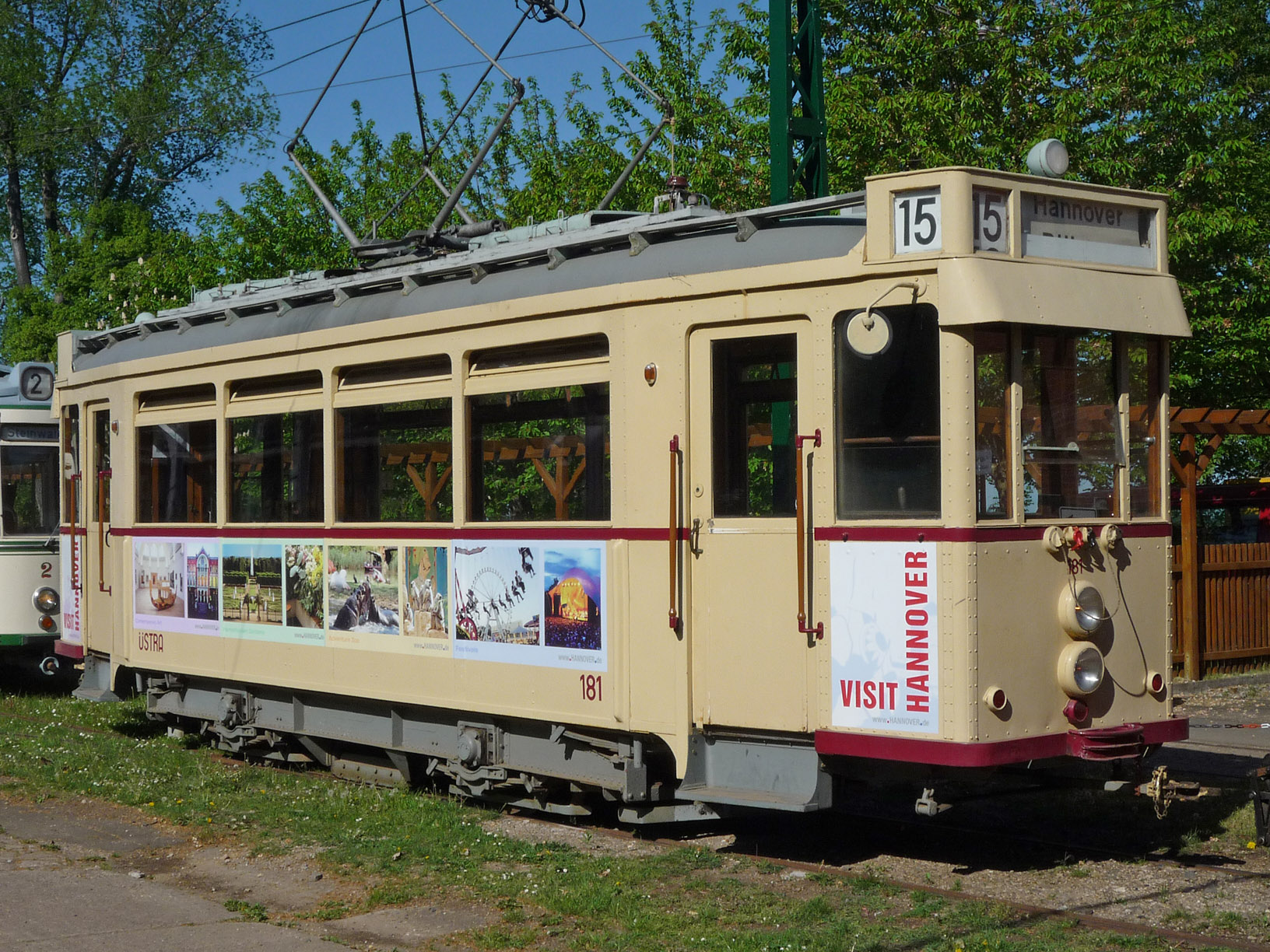
HAWA-spårvagn för Hannovers spårväg 1928
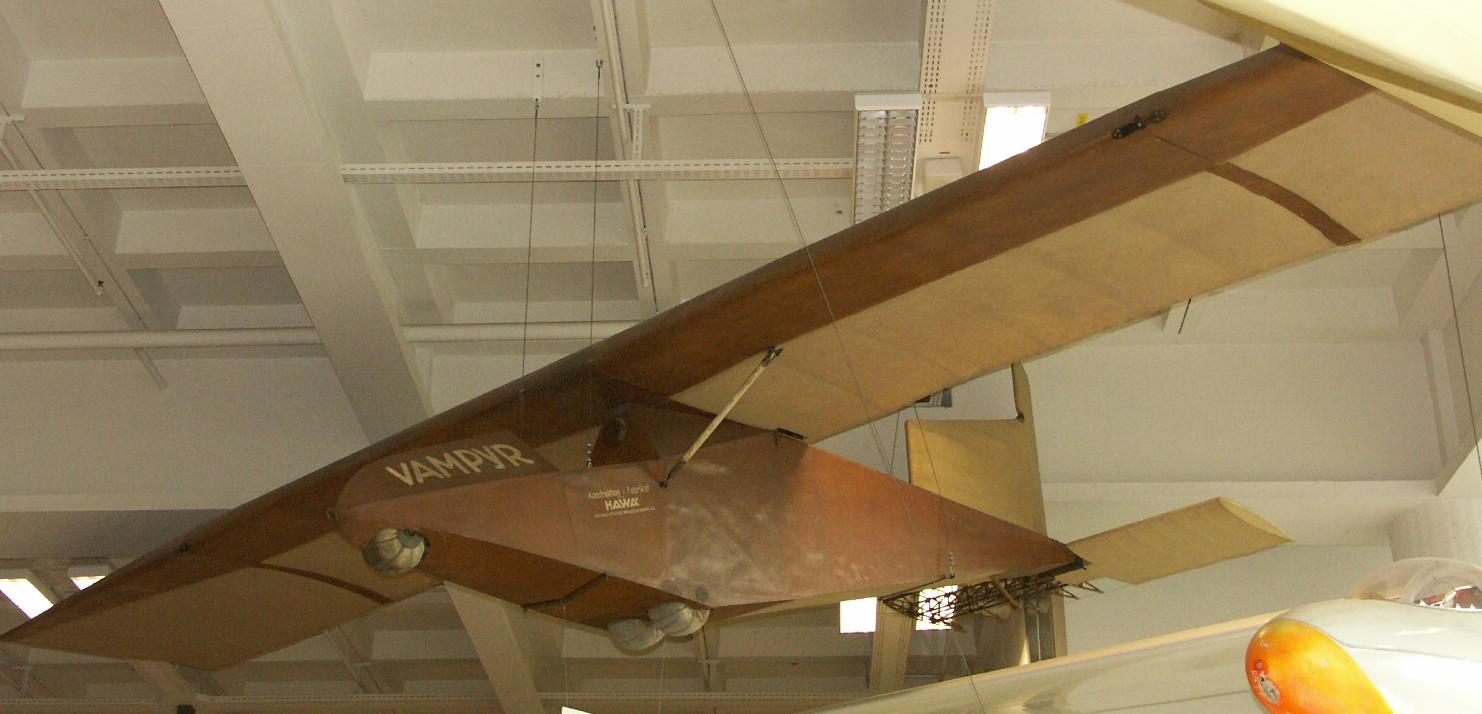
Segeflygplanet Hawa Vampyr